# Coppa della Melanesia
La Coppa della Melanesia (in inglese: Melanesia Cup) fu una competizione calcistica alla quale parteciparono le squadre nazionali dei Paesi della Melanesia aderenti alla OFC. Per alcune edizioni il torneo valse anche come qualificazione per la Coppa delle nazioni oceaniane.

## Albo d'oro
| Vittorie | Nazione            | Anno/i                       |
| -------- | ------------------ | ---------------------------- |
| 5        | Figi               | 1988, 1989, 1992, 1998, 2000 |
| 2        | Isole Salomone     | 1994, 2023                   |
| 1        | Vanuatu            | 1990                         |
| 1        | Papua Nuova Guinea | 2022                         |

## Edizioni
| Anno          | Paese Ospitante |                   | Finale            | Finale            | Finale            | Finale            | Finale            | Finale             | Finale per il terzo posto | Finale per il terzo posto | Finale per il terzo posto | Finale per il terzo posto | Finale per il terzo posto | Finale per il terzo posto |                   |
| Anno          | Paese Ospitante | Campione          | Campione          | Risultato         | Risultato         | 2º posto          | 2º posto          | 3º posto           | 3º posto                  | Risultato                 | Risultato                 | 4º posto                  | 4º posto                  |                           |                   |
| 1988 Dettagli | Isole Salomone  | Figi              | Figi              | 3 - 1             | 3 - 1             | Isole Salomone    | Isole Salomone    | Vanuatu            | Vanuatu                   | 1 - 0                     | 1 - 0                     | Nuova Caledonia           | Nuova Caledonia           |                           |                   |
| Anno          | Paese ospitante | Classifica finale | Classifica finale | Classifica finale | Classifica finale | Classifica finale | Classifica finale | Classifica finale  | Classifica finale         | Classifica finale         | Classifica finale         | Classifica finale         | Classifica finale         | Classifica finale         | Classifica finale |
| Anno          | Paese ospitante | Campione          | Campione          | Campione          | 2º posto          | 2º posto          | 2º posto          | 3º posto           | 3º posto                  | 3º posto                  | 4º posto                  | 4º posto                  | 4º posto                  |                           |                   |
| 1989 Dettagli | Figi            | Figi              | Figi              | Figi              | Nuova Caledonia   | Nuova Caledonia   | Nuova Caledonia   | Isole Salomone     | Isole Salomone            | Isole Salomone            | Papua Nuova Guinea        | Papua Nuova Guinea        | Papua Nuova Guinea        |                           |                   |
| 1990 Dettagli | Nuova Caledonia | Vanuatu           | Vanuatu           | Vanuatu           | Nuova Caledonia   | Nuova Caledonia   | Nuova Caledonia   | Figi               | Figi                      | Figi                      | Isole Salomone            | Isole Salomone            | Isole Salomone            |                           |                   |
| 1992 Dettagli | Vanuatu         | Figi              | Figi              | Figi              | Nuova Caledonia   | Nuova Caledonia   | Nuova Caledonia   | Isole Salomone     | Isole Salomone            | Isole Salomone            | Vanuatu                   | Vanuatu                   | Vanuatu                   |                           |                   |
| 1994 Dettagli | Isole Salomone  | Isole Salomone    | Isole Salomone    | Isole Salomone    | Figi              | Figi              | Figi              | Papua Nuova Guinea | Papua Nuova Guinea        | Papua Nuova Guinea        | Nuova Caledonia           | Nuova Caledonia           | Nuova Caledonia           |                           |                   |
| 1998 Dettagli | Vanuatu         | Figi              | Figi              | Figi              | Vanuatu           | Vanuatu           | Vanuatu           | Isole Salomone     | Isole Salomone            | Isole Salomone            | Papua Nuova Guinea        | Papua Nuova Guinea        | Papua Nuova Guinea        |                           |                   |
| 2000 Dettagli | Figi            | Figi              | Figi              | Figi              | Isole Salomone    | Isole Salomone    | Isole Salomone    | Vanuatu            | Vanuatu                   | Vanuatu                   | Nuova Caledonia           | Nuova Caledonia           | Nuova Caledonia           |                           |                   |

## Piazzamenti
| Squadra            | 1º | 2º | 3º | 4º |
| Figi               | 5  | 1  | 1  | 0  |
| Isole Salomone     | 1  | 2  | 3  | 1  |
| Vanuatu            | 1  | 1  | 2  | 1  |
| Nuova Caledonia    | 0  | 3  | 0  | 3  |
| Papua Nuova Guinea | 0  | 0  | 1  | 2  |

## Partecipazioni e prestazioni nelle fasi finali
| Nazionale            | Coppa della Melanesia | Coppa della Melanesia | Coppa della Melanesia | Coppa della Melanesia | Coppa della Melanesia | Coppa della Melanesia | Coppa della Melanesia | Partecip. | Vittorie |
| Nazionale            | 1988                  | 1989                  | 1990                  | 1992                  | 1994                  | 1998                  | 2000                  | Partecip. | Vittorie |
| -------------------- | --------------------- | --------------------- | --------------------- | --------------------- | --------------------- | --------------------- | --------------------- | --------- | -------- |
| Figi                 | 1°                    | 1°                    | 3°                    | 1°                    | 2°                    | 1°                    | 1°                    | 7         | 5        |
| Isole Salomone       | 2°                    | 3°                    | 4°                    | 3°                    | 1°                    | 3°                    | 2°                    | 7         | 1        |
| Vanuatu              | 3°                    | 5°                    | 1°                    | 4°                    | 5°                    | 2°                    | 3°                    | 7         | 1        |
| Nuova Caledonia      | 4°                    | 2°                    | 2°                    | 2°                    | 4°                    | 5°                    | 4°                    | 7         | -        |
| Papua Nuova Guinea   | -                     | 4°                    | 5°                    | -                     | 3°                    | 4°                    | 5°                    | 5         | -        |
| Squadre partecipanti | 4                     | 5                     | 5                     | 4                     | 5                     | 5                     | 5                     | Edizioni  | 7        |

Legenda: 1° = Primo classificato, 2° = Secondo classificato, 3° = Terzo classificato, 4° = Quarto classificato, 5° = Quinto classificato, - = Non qualificato

## Nazioni ospitanti
| Edizioni | Nazione         | Anno/i     |
| -------- | --------------- | ---------- |
| 2        | Isole Salomone  | 1988, 1994 |
| 2        | Figi            | 1989, 2000 |
| 2        | Vanuatu         | 1992, 1998 |
| 1        | Nuova Caledonia | 1990       |

## Esordienti
| Anno             | Paese ospitante  | Nazionali esordienti                           |
| ---------------- | ---------------- | ---------------------------------------------- |
| 1988             | Isole Salomone   | Isole Salomone, Figi, Nuova Caledonia, Vanuatu |
| 1989             | Figi             | Papua Nuova Guinea                             |
| Dal 1990 al 2000 | Dal 1990 al 2000 | Nessuna squadra esordiente                     |